# Pleomothra fragilis
Pleomothra fragilis är en kräftdjursart som beskrevs av Koenemann, Ziegler, Iliffe 2008. Pleomothra fragilis ingår i släktet Pleomothra och familjen Godzilliidae. Inga underarter finns listade i Catalogue of Life.